# 松平輝健
松平 輝健（まつだいら てるたけ）は、江戸時代後期の上野国高崎藩の世嗣。官位は摂津守。

## 略歴
4代藩主・松平輝和の長男として誕生。正室は松平定信の娘。
父・輝和には始め男子がなく、輝健が誕生する前の天明8年（1788年）に叔父・輝延を嗣子に定めていた。このため、輝和の死後は輝延が家督を継いだ。
その後、輝延の養子となったが、家督相続前の文化8年（1811年）に早世した。代わって、輝延の長男・輝茂が嫡子となった。